# Limnophila (Limnophila) latistyla
Limnophila (Limnophila) latistyla is een tweevleugelige uit de familie steltmuggen (Limoniidae). De soort komt voor in het Australaziatisch gebied.